# Friedrich Maria Rintelen
Friedrich Maria Rintelen (* 12. Dezember 1899 in Ahlen/Westfalen; † 9. November 1988 in Paderborn) war ein römisch-katholischer Theologe und Weihbischof im Erzbistum Paderborn.

## Leben
Rintelen legte 1919 sein Abitur am Gymnasium Hammonense in Hamm. ab und wurde am 13. Januar 1924 in Paderborn zum Priester geweiht. Anschließend war er für drei Jahre Vikar in Egeln, promovierte 1934 in Theologie, wurde 1939 Pfarrer an der Marktkirche in Paderborn und 1941 von Lorenz Jaeger zum Generalvikar ernannt. Am 12. Dezember 1951 wurde er von Papst Pius XII. zum Weihbischof mit Sitz in Magdeburg und zum Titularbischof von Chusira ernannt. Die Bischofsweihe spendete ihm der Paderborner Erzbischof und spätere Kardinal, Lorenz Jaeger, am 24. Januar 1952 in Magdeburg. Mitkonsekratoren waren der Paderborner Weihbischof Augustinus Philipp Baumann und sein Vorgänger im Amt, Bischof Wilhelm Weskamm von Berlin.
Zu seinem Hauptwirkungskreis wurde das in der DDR gelegene Gebiet des heutigen Bistums Magdeburg. Am 15. August 1970 wurde Rintelen emeritiert. Sein Nachfolger als Erzbischöflicher Kommissar in Magdeburg wurde der von ihm konsekrierte Johannes Braun. Rintelen starb 1988 im Alter von 88 Jahren und wurde auf dem Kapitelsfriedhof in Paderborn beigesetzt.
Als sich 1965 in Magdeburg die bischöfliche Jugendseelsorge der evangelischen Initiative anschloss, die gegenüber dem Wehrdienst den Wehrersatzdienst der Bausoldaten als das „deutlichere Zeugnis des gegenwärtigen Friedensangebotes unseres Herrn“ propagierte, verurteilte Weihbischof Rintelen dies als „bedauerliche, unglaubliche, unvorstellbare Tatsache“. Zur Totalverweigerung des Militärdienstes sagte er: „Wo kommen wir denn da hin, wenn sich heute jeder auf sein Gewissen berufen wollte?“